# 飲中八仙
飲中八仙（いんちゅうはっせん）は、中唐初めの八人の酒豪（賀知章・汝陽王李璡・李適之・崔宗之・蘇晋・李白・張旭・焦遂）。また彼らを謳った杜甫の詩『飲中八仙歌』の略。
杜甫が八仙に因んで戯れに同時代の名だたる酒客八人を選び、『飲中八仙歌』を作ったことに由来する。

## 登場人物
賀知章
字は季真、四明狂客と号した。会稽郡永興県の人。証聖元年（695年）に進士に及第して、後に太子賓客・秘書監に至った。詩をよくして李白と交友があり、また草書と隷書に巧みであったと伝わる。無類の酒客にして脱俗の趣あり、後に官を辞して故郷に帰り道士となって86歳で没した。酔って馬に乗る姿は揺れる船に乗るかのようで、井戸に落ちてもそのまま眠り続けると歌われた。
汝陽王李璡
譲皇帝李憲の長男。汝陽王に封ぜられる。太僕卿に至り醸王と号した。弓と鞨鼓に優れて叔父の玄宗は甚だしくこれを愛したと伝える。性謹直であったが無類の酒好きで、毎朝出仕の前に三斗の酒をあおり、途上、麹車に出会えば涎を流し、いっそ酒泉王に封ぜられたかったと言ったと歌われた。
李適之
左丞相の地位にあった。毎日一万銭を費やし、大鯨が百の川の水を吸い込むがごとき飲みっぷりであり、清酒は飲むが濁酒は飲まないと伝えられていると歌われた。
崔宗之
崔日用の子。侍御史・斉国公となった。美少年が杯を手に青空に白目をむけば、その輝かしさは美しい木が風に揺られるかのようと歌われた。
蘇晋
蘇珦の子。玄宗の詔勅などを起草し、太子左庶子・吏部侍郎となった。仏像の前で肉食はしないが、酔えば座禅などしていられないと歌う。
李白
一斗の酒を飲めば百篇の詩が吐き出され、酒場で眠り、天子の召し出しがあっても「自分は酒飲み仙人だ」と嘯くと歌われた。飲中八仙の中でも「李白は一斗飲めば百編の詩を生んだ」という伝承の部分は日本でも古くから著名であり、例えば川柳には、これを踏まえた「李太白一合づつに詩を作り」「四日めにあき樽を売る李太白」といった句がある。
張旭
三杯の酒で草書の達人と伝えられるが、王侯の前でも頭を剥き出しにして筆を揮い、その書は雲煙の湧き興るかのようだと歌われた。
焦遂
在野の人。五斗の酒で意気上がり、気炎を吐いては周囲を驚かせると歌われた。